# Episodi di Sonic Boom (prima stagione)
La prima stagione di Sonic Boom è stata trasmessa per la prima volta negli Stati Uniti su Cartoon Network dall'8 novembre 2014 al 14 novembre 2015 e in Francia dal 19 novembre 2014 al 20 settembre 2015 su Canal J e Gulli.
In Italia ha esordito il 9 novembre 2015 su K2.
| n°  | Titolo originale                                       | Titolo italiano                   | Prima TV USA      | Prima TV Italia  |
| --- | ------------------------------------------------------ | --------------------------------- | ----------------- | ---------------- |
| 001 | The Sidekick                                           | Cercasi assistente                | 8 novembre 2014   | 9 novembre 2015  |
| 002 | Can an Evil Genius Crash on Your Couch for a Few Days? | L'ospite a sorpresa               | 8 novembre 2014   | 9 novembre 2015  |
| 003 | Translate This                                         | Problemi di traduzione            | 15 novembre 2014  | 13 novembre 2015 |
| 004 | Buster                                                 | Un cucciolo per Sticks            | 15 novembre 2014  | 13 novembre 2015 |
| 005 | My Fair Sticksy                                        | La signora Sticks                 | 22 novembre 2014  | 10 novembre 2015 |
| 006 | Fortress of Squalitude                                 | La fortezza del gusto             | 22 novembre 2014  | 18 novembre 2015 |
| 007 | Double Doomsday                                        | Doppia apocalisse                 | 29 novembre 2014  | 17 novembre 2015 |
| 008 | Eggheads                                               | Tutti contro Sonic                | 6 dicembre 2014   | 16 novembre 2015 |
| 009 | Guilt Tripping                                         | Sensi di colpa                    | 17 gennaio 2015   | 16 novembre 2015 |
| 010 | Dude, Where's My Eggman?                               | Dov'è il dottor Eggman?           | 24 gennaio 2015   | 23 novembre 2015 |
| 011 | Cowbot                                                 | Il Muccabot                       | 31 gennaio 2015   | 20 novembre 2015 |
| 012 | Circus of Plunders                                     | Il circo degli inganni            | 7 febbraio 2015   | 10 novembre 2015 |
| 013 | Unlucky Knuckles                                       | Sfortuna universale               | 14 febbraio 2015  | 11 novembre 2015 |
| 014 | The Meteor                                             | Scambio d'identità                | 21 febbraio 2015  | 23 novembre 2015 |
| 015 | Aim Low                                                | Morale a terra                    | 28 febbraio 2015  | 19 novembre 2015 |
| 016 | How to Succeed in Evil Without Really Trying           | Malvagio per caso                 | 7 marzo 2015      | 24 novembre 2015 |
| 017 | Don't Judge Me                                         | Nessuno mi può giudicare          | 14 marzo 2015     | 24 novembre 2015 |
| 018 | Dr. Eggman's Tomato Sauce                              | Chef Eggman                       | 21 marzo 2015     | 25 novembre 2015 |
| 019 | Sole Power                                             | Le scarpe energetiche             | 28 marzo 2015     | 20 novembre 2015 |
| 020 | Hedgehog Day                                           | Una giornata infinita             | 4 aprile 2015     | 25 novembre 2015 |
| 021 | Sleeping Giant                                         | Il gigante di pietra              | 11 aprile 2015    | 18 novembre 2015 |
| 022 | The Curse of Buddy Buddy Temple                        | Il tempio dell'amicizia           | 18 aprile 2015    | 12 novembre 2015 |
| 023 | Let's Play Musical Friends                             | Amici virtuali                    | 25 aprile 2015    | 17 novembre 2015 |
| 024 | Late Fees                                              | Tutto il tempo del mondo          | 2 maggio 2015     | 11 febbraio 2016 |
| 025 | Into the Wilderness                                    | Tecniche di sopravvivenza         | 9 maggio 2015     | 12 febbraio 2016 |
| 026 | Eggman Unplugged                                       | Ritorno alla natura               | 16 maggio 2015    | 15 febbraio 2016 |
| 027 | Chez Amy                                               | Il ristorante di Amy              | 13 luglio 2015    | 10 febbraio 2016 |
| 028 | Blue with Envy                                         | Invidia blu                       | 14 luglio 2015    | 12 novembre 2015 |
| 029 | Curse of the Cross Eyed Moose                          | La maledizione dell'alce strabico | 15 luglio 2015    | 19 novembre 2015 |
| 030 | Chili Dog Day Afternoon                                | Il peperoncino perduto            | 16 luglio 2015    | 9 febbraio 2016  |
| 031 | Closed Door Policy                                     | Non aprite quel portale           | 17 luglio 2015    | 11 novembre 2015 |
| 032 | Mayor Knuckles                                         | Sindaco Knuckles                  | 20 luglio 2015    | 12 febbraio 2016 |
| 033 | Eggman the Auteur                                      | Il capolavoro di Eggman           | 21 luglio 2015    | 9 febbraio 2016  |
| 034 | Just a Guy                                             | Un tizio qualunque                | 22 luglio 2015    | 16 febbraio 2016 |
| 035 | Two Good to Be True                                    | Troppo belli per essere due       | 23 luglio 2015    | 10 febbraio 2016 |
| 036 | Beyond the Valley of the Cubots                        | Nella valle dei Cubot             | 24 luglio 2015    | 15 febbraio 2016 |
| 037 | Next Top Villain                                       | Dave l'implacabile                | 1º agosto 2015    | 18 febbraio 2016 |
| 038 | New Year's Retribution                                 | Tutto in un minuto                | 8 agosto 2015     | 17 febbraio 2016 |
| 039 | Battle of the Boy Bands                                | Mucho Macho                       | 15 agosto 2015    | 22 febbraio 2016 |
| 040 | Tails' Crush                                           | Tails il rubacuori                | 22 agosto 2015    | 19 febbraio 2016 |
| 041 | Bro-Down Showdown                                      | Tutto per un divano               | 29 agosto 2015    | 11 febbraio 2016 |
| 042 | Late Night Wars                                        | Televisione spazzatura            | 5 settembre 2015  | 16 febbraio 2016 |
| 043 | Fire in a Crowded Workshop                             | Fuoco nell'officina               | 12 settembre 2015 | 19 febbraio 2016 |
| 044 | It Wasn't Me, It Was the One-Armed Hedgehog            | Non sono stato io                 | 19 settembre 2015 | 8 febbraio 2016  |
| 045 | Robot Battle Royale                                    | La battaglia dei robot            | 26 settembre 2015 | 8 febbraio 2016  |
| 046 | No Robots Allowed                                      | Divieto di robot                  | 3 ottobre 2015    | 23 febbraio 2016 |
| 047 | Fuzzy Puppy Buddies                                    | Ciccio cucciolo Eggman            | 10 ottobre 2015   | 18 febbraio 2016 |
| 048 | Designated Heroes                                      | Uno per volta                     | 17 ottobre 2015   | 24 febbraio 2016 |
| 049 | Role Models                                            | Buoni esempi                      | 24 ottobre 2015   | 17 febbraio 2016 |
| 050 | Cabin Fever                                            | Una rosa senza spine              | 31 ottobre 2015   | 22 febbraio 2016 |
| 051 | Counter Productive                                     | Controproducente Knuckles         | 7 novembre 2015   | 23 febbraio 2016 |
| 052 | It Takes a Village to Defeat a Hedgehog                | Sonic contro Shadow               | 14 novembre 2015  | 24 febbraio 2016 |

## Cercasi assistente
- Titolo originale: The Sidekick
- Scritto da: Mark Banker e Doug Lieblich

Trama
Mentre Sonic e il Dottor Eggman combattono, arriva Tails con il Tornado che cerca di aiutare il suo migliore amico. Nel farlo, Tails si infortuna e Sonic decide di licenziarlo dal ruolo di assistente in modo per evitare che si faccia ancora male. Senza assistente, Sonic ne cerca uno nuovo e organizza dei provini: Tails, non volendo rinunciare al suo ruolo di assistente, partecipa al provino; anche Eggman partecipa al provino per diventare il nuovo assistente di Sonic per potere spiare quest'ultimo da vicino. La prova da sostenere per diventare l'assistente è quella di superare la foresta con degli skateboard. Durante la gara, un robot del malvagio Dr. Eggman attacca: Eggman rivela di non essere interessato al ruolo di assistente e attacca Sonic; quest'ultimo, dopo avere visto che il caro Tails è ancora utile per il suo team, decide di riassumerlo come assistente.

## L'ospite a sorpresa
- Titolo originale: Can an Evil Genius Crash on Your Couch for a Few Days?
- Scritto da: Doug Lieblich

Trama
Nel bel mezzo della notte, Eggman bussa a casa di Sonic chiedendo di ospitare lui, Orbot e Cubot finché il suo covo, distrutto da una tempesta, non verrà ricostruito. Eggman è molto esigente e disturba costantemente Sonic e Tails. Nonostante la mediazione di Amy, Eggman continua a disturbare i due amici impedendogli di dormire. La mattina seguente, Eggman rivela che il suo covo non era stato distrutto e che il suo piano era quello di fare sì che Sonic e Tails fossero incapaci di combattere perché troppo stanchi. Il robot di Eggman capisce erroneamente di dovere distruggere il covo del suo capo e obbedisce subito; Eggman cerca di impedirlo, chiedendo una tregua temporanea con il team Sonic per impedire che il suo covo venga distrutto veramente. Amy, Knuckles e Sticks cercano di rallentare la distruzione del robot mentre i dormienti Sonic e Tails cercano di disattivare il robot tramite il sistema operativo del covo di Eggman. Il piano riesce e il robot viene disattivato ma, nonostante ciò, il robot esplode e il covo viene distrutto.

## La signora Sticks
- Titolo originale: My Fair Sticksy
- Scritto da: Doug Lieblich

Trama
Sticks viene invitata ad una cerimonia, ma ha paura di fare brutte figure con il suo comportamento selvatico; Amy, allora, decide di insegnarle tutto ciò che le serve per diventare una signora a modo. Prima che la cena per la cerimonia cominci, arriva Eggman (auto-candidadosi con il suo robot stampa voti). Il sindaco annuncia il vincitore: Leroy. Eggman (credendo di avere la vittoria in tasca) s'infuria e chiama i suoi robot per distruggere tutto. Il team Sonic comincia a distruggere i robot di Eggman; Sticks non combatte ricordando gli insegnamenti di Amy ma il tasso, dopo avere visto i suoi amici in pericolo, decide di distruggere i robot rimasti e distrugge le bolle. Sticks viene ringraziata da tutti, e dopo un conversazione con Leroy, gli ruba il premio (adorando gli oggetti " luccicosi"). Amy capisce che non ci si può comportare sempre in modo raffinato e che certe volte bisogna comportarsi in modo selvaggio così chiede a Sticks di insegnarle qualcosa.

## Il circo degli inganni
- Titolo originale: Circus of Plunders
- Scritto da: Mark Banker, Alan Denton e Greg Hahn

Trama

## Non aprite quel portale
- Titolo originale: Closed Door Policy
- Scritto da: Eric Trueheart

Trama

## Sfortuna universale
- Titolo originale: Unlucky Knuckles
- Scritto da: Dave Polsky

Trama

## Il tempio dell'amicizia
- Titolo originale: The Curse of Buddy Buddy Temple
- Scritto da: Doug Lieblich

Trama

## Invidia blu
- Titolo originale: Blue With Envy
- Scritto da: Doug Lieblich

Trama

## Problemi di traduzione
- Titolo originale: Translate This
- Scritto da: Dave Polsky

Trama
Tails crea un traduttore universale (T.U.) che riesce a tradurre qualsiasi lingua del mondo (comprese quelle degli animali). T.U. traduce anche le frasi degli altri in ciò che realmente pensano creando dei dissapori nel team Sonic. Eggman lo scopre e decide di sostituire il T.U. originale con una copia creata da lui per aumentare le discussioni nel gruppo. Tails scopre l'imbroglio e lo dice al gruppo; nessuno vuole salvare il T.U. originale perché crea troppi battibbecchi e Tails decide di andare a salvarlo da solo. Eggman decide di restituire T.U. a Tails a patto che quest'ultimo diventi il suo assistente. Tails, attraverso T.U., manda un messaggio ai suoi amici raccontandogli l'accaduto; T.U. traduce ciò che intendeva Tails così il team decide di andarlo a salvare. Dopo avere salvato Tails, il team decide di includere T.U. nella squadra ma Sticks non vuole averlo nella squadra e lo distrugge buttandolo in acqua.

## Un cucciolo per Sticks
- Titolo originale: Buster
- Scritto da: Eric Trueheart

Trama
Il team Sonic vede che Sticks è più stressata del solito così Amy consiglia a quest'ultima di prendere un cucciolo da accudire per distrarsi un po'. Sticks rifiuta di adottare un cucciolo troppo carino o troppo peloso e, dopo essere uscita dal negozio di animali con Sonic, trova un cane-robot che cerca tra i rifiuti e il tasso decide di adottarlo e di chiamarlo Buster. Buster espelle costantemente bava verde e disturba gli amici della sua padrona. Amy irritata dice di abbandonarlo, ma Sticks, essendoci troppo affezionata, decide di andarsene; uscendo, Eggman dice al team Sonic che Buster è un suo robot e gli consegna un osso che lo trasforma in un gigantesco sbava-robot tentacolare. Buster intrappola nei suoi tentacoli il team Sonic tranne Sticks; quest'ultima cerca di farlo tornare in sé, facendogli ricordare i bei momenti (che neanche Sticks ricorda) passati insieme. Il piano riesce e, dopo avere sputato l'osso di Eggman, Buster torna normale. Sticks decide di abbandonare Buster perché robot di Eggman sperando che un giorno possano rincontrarsi. Successivamente Tails viene ingoiato da una piovra gigante dopo aver chiesto al gruppo di tenerlo.

## Tutti contro Sonic
- Titolo originale: Eggheads
- Scritto da: Jean-Christophe Derrien e Roman Van Liemt

Trama

## Sensi di colpa
- Titolo originale: Guilt Tripping
- Scritto da: Adam Beechen

Trama

## Doppia apocalisse
- Titolo originale: Double Doomsday
- Scritto da: Mark Banker, Alan Denton e Greg Hahn

Trama
Tails presenta al gruppo una nuova invenzione che permette di prendere una qualsiasi forza e invertirla. Dopo Sonic e Amy vanno dal MacBurger, mentre sono in attesa Eggman li passa davanti. Sonic protesta, ma il commesso (Dave), dice che Eggman era venuto per primo. Mentre Eggman mangia Dave si presenta al suo tavolo e gli dice di essere un suo grande fan e accetta di diventare il tirocinante di Eggman andando a sostituire Orbot e Cubot. Eggman però inizia a sfruttare Dave e questi, arrabbiatosi, si chiude in una stanza e attiva la macchina apocalittica di Eggman. Orbot e Cubot vanno a dirlo a Sonic e Tails che si convincono di fermarlo. Il piano è di dare ad Eggman un'altra macchina apocalittica e fare in modo che le due abbiano la stessa potenza in modo da annullarsi a vicenda. Però qualcosa va storto e invece di annullarsi creano un enorme buco nero che inizia a risucchiare tutto. Per fermarlo Sonic ci entra dentro e utilizza l'invenzione di Tails per farlo scomparire. In seguito Eggman caccia Dave. 

## Amici virtuali
- Titolo originale: Let's Play Musical Friends
- Scritto da: Natalys Raut-Sieuzac

Trama

## La fortezza del gusto
- Titolo originale: Fortress of Squalitude
- Scritto da: Mitch Watson

Trama
Eggman riceve per posta una lettera che dice che verrà un fotografo a fotografare il suo covo per poi mettere le foto in una rivista. Quando però arriva dice che il suo covo ha "decisamente uno stile rètro". Eggamn lo convince a ripassare dopo qualche giorno. Nel frattempo Amy sta preparando la tavola con uno stile molto elegante e decorato, Eggman la nota e, con qualche complimento, la convince a sistemare il covo per la visita del fotografo. Amy apporta una serie di decorazioni un po' fuori luogo al covo e questo la fa entrare in contrasto più volte con Eggman. Quando arriva il fotografo rimane estasiato dalle modifiche apportate e dice di tornare il lunedì prossimo con il direttore della rivista. Amy decide di andarsene ma Eggman la imprigiona. Sonic e co. si accorgono della prolungata assenza di Amy e decidono di andare a salvarla. Quando arrivano distruggono tutte le decorazioni, liberano Amy e se ne vanno. Subito dopo arriva il direttore con il fotografo (in anticipo) e vedendo tutto distrutto, licenzia il fotografo e decide di non mettere le foto del covo nella rivista.

## Il gigante di pietra
- Titolo originale: Sleeping Giant
- Scritto da: Douglas Tuber e Tim Maile

Trama

## Morale a terra
- Titolo originale: Aim Low
- Scritto da: Alan Denton e Greg Hahn

Trama

## La maledizione dell'alce strabico
- Titolo originale: Curse of the Cross Eyed Moose
- Scritto da: Natalys Raut-Sieuzac

Trama

## Il Muccabot
- Titolo originale: Cowbot
- Scritto da: Tom Pugsley, Alan Denton e Greg Hahn

Trama

## Le scarpe energetiche
- Titolo originale: Sole Power
- Scritto da: Thomas Barichella

Trama

## Dov'è il dottor Eggman?
- Titolo originale: Dude, Where's My Eggman?
- Scritto da: Alan Denton e Greg Hahn

Trama

## Scambio d'identità
- Titolo originale: The Meteor
- Scritto da: Romain Van Liemt e Jean-Cristophe Derrien

Trama
A causa di un meteorite, Sonic ed Eggman si scambiano il corpo per un giorno e scoprono com'è vivere nei panni della propria nemesi.

## Malvagio per caso
- Titolo originale: 'How to Succeed in Evil Without Really Trying
- Scritto da: Dan Milano

Trama

## Nessuno mi può giudicare
- Titolo originale: Don't Judge Me
- Scritto da: Reid Harrison

## Una giornata infinita
- Titolo originale: Hedgehog Day
- Scritto da: Joelle Sellner

Trama

## Chef Eggman
- Titolo originale: Dr. Eggman's Tomato Sauce
- Scritto da: Alan Denton e Greg Hahn

Trama

## Non sono stato io
- Titolo originale: It Wasn't Me, It Was the One-Armed Hedgehog
- Scritto da: Reid Harrison

Trama

## La battaglia dei robot
- Titolo originale: Robot Battle Royale
- Scritto da: Romain Van Liemt e Benoit Grenier

Trama

## Il peperoncino perduto
- Titolo originale: Chili Dog Day Afternoon
- Scritto da: Reid Harrison

Trama

## Il capolavoro di Eggman
- Titolo originale: Eggman the Auteur
- Scritto da: Sam Freiberger

Trama

## Il ristorante di Amy
- Titolo originale: Chez Amy
- Scritto da: Reid Harrison

Trama

## Troppo belli per essere due
- Titolo originale: Two Good to Be True
- Scritto da: Charles-Henri Moarbes

Trama

## Tutto il tempo del mondo
- Titolo originale: Late Fees
- Scritto da: Freddie Gutierrez

Trama

## Tutto per un divano
- Titolo originale: Bro-Down Showdown
- Scritto da: Charles-Henri Moarbes

Trama

## Tecniche di sopravvivenza
- Titolo originale: Into the Wilderness
- Scritto da:

Trama

## Sindaco Knuckles
- Titolo originale: Mayor Knuckles
- Scritto da: Reid Harrison

Trama
Knuckles accetta di sostituire il sindaco Fink al municipio affinché questi possa andare a pescare con il commissario. Man mano che i cittadini si presentano con le loro proposte, Knuckles le approva creando suo malgrado una valanga di disastri che mettono a disagio gli abitanti del villaggio, compreso Eggman, che accetta di collaborare con la squadra Sonic per cacciare l'inetto echidna dal municipio. Tuttavia Knuckles rende illegali le mosse principali degli avversari e proprio quando sta per approvare il documento che gli concede l'autorità assoluta, il timbro esaurisce l'inchiostro. Eggman ne approfitta e si ammutina chiamando i suoi robot per annullare il documento dello sciopero dei netturbini ma Knuckles lo sconfigge e, al ritorno di Fink, lascia il municipio mentre lo scienziato rimane alla mercé dei numeri di coda non presenti.
Quando Knuckles esclama "Con il sottoscrittoǃ" ("With meǃ" in lingua originale), Travis Willingham pronuncia erroneamente "me'mǃ Approved." (traducibile in "meme approvato"); nella primavera 2020 tale battuta è diventata oggetto di un meme di internet che, assieme ad altre battute dello stesso episodio, viene usato dai creatori di contenuti per giudicare qualsiasi cosa.

## Ritorno alla natura
- Titolo originale: Eggman Unplugged
- Scritto da: Reid Harrison

Trama

## Nella valle dei Cubot
- Titolo originale: Beyond the Valley of Cubots
- Scritto da: Benoit Grenier

Trama

## Un tizio qualunque
- Titolo originale: Just a Guy
- Scritto da: Alan Denton e Greg Hahn

Trama

## Televisione spazzatura
- Titolo originale: Late Night Wars
- Scritto da: Reid Harrison

Trama

## Tutto in un minuto
- Titolo originale: New Year's Retribution
- Scritto da: Reid Harrison

Trama

## Buoni esempi
- Titolo originale: Role Models
- Scritto da: Reid Harrison

Trama

## Dave l'implacabile
- Titolo originale: Next Top Villain
- Scritto da: Reid Harrison

Trama

## Ciccio cucciolo Eggman
- Titolo originale: Fuzzy Puppy Buddies
- Scritto da: Reid Harrison

Trama

## Tails il rubacuori
- Titolo originale: Tails' Crush
- Scritto da: Reid Harrison

Trama

## Fuoco nell'officina
- Titolo originale: Fire in a Crowded Workshop
- Scritto da: Natalys Raut-Sieuzac

Trama

## Mucho Macho
- Titolo originale: Battle of the Boy Bands
- Scritto da: Alan Denton e Greg Hahn

Trama

## Una rosa senza spine
- Titolo originale: Cabin Fever
- Scritto da: Reid Harrison

Trama

## Divieto di robot
- Titolo originale: No Robots Allowed
- Scritto da: Sam Freiberger, Phaea Crede e Justin Shatraw

Trama

## Controproducente Knuckles
- Titolo originale: Counter Productive
- Scritto da: Benoit Grenier

Trama

## Sonic contro Shadow
- Titolo originale: It Takes a Village to Defeat a Hedgehog
- Scritto da: Alan Denton e Greg Hahn

Trama